# Roger Rinchet
Roger Rinchet, né le 16 juin 1933 à Planaise (Savoie), est un homme politique français

## Biographie
Son père est maire de Planaise, et il y commence une carrière d'enseignant d'anglais. Il entre au Conseil municipal de la commune de Montmélian en 1965, devient adjoint en 1969, il en est élu maire en 1973 après le décès d'Albert Serraz, et lui succède également comme conseiller général du canton de Montmélian.
Il impulse un important développement de sa commune (constructions de nombreux équipements publics comme le Centre administratif cantonal, la plaine de jeux, Parc d'activités économiques, mais aussi développement de panneaux solaires, faisant de sa commune un modèle national pour l'usage de l'énergie solaire).
Acteur du développement de l'intercommunalité, il est créé et préside le SIVOM de Montmélian et la Communauté de Communes du Pays de Montmélian.
Membre du PS, proche de François Mitterrand, il rassemble lors des élections sénatoriales plus largement que sa seule étiquette. Élu en 1977, il est battu en 1986 par Pierre Dumas. Deux ans plus tard, il se présente aux élections législatives dans la troisième circonscription de Savoie et devient député. Battu en 1993, il est réélu en 1995, au Sénat. En 2004, il ne se représente pas, et Thierry Repentin reprend son siège. En 2001, il avait abandonné le Conseil général. En 2008, il quitte ses derniers mandats locaux.
Sa fille Béatrice Santais est élue conseillère générale en 2004, réélue en 2011. Jusqu'alors adjointe au maire, elle est élue maire de Montmélian en 2008. Le 17 juin 2012, elle est élue députée socialiste de la troisième circonscription de Savoie.

## Mandats
- Conseiller municipal (1965-1973) puis maire de Montmélian (1973-2008)
- Président de la Communauté de communes du Pays de Montmélian (2005-2008)
- Conseiller général du canton de Montmélian (1973-2001)
- Conseiller régional de Rhône-Alpes
- Sénateur de la Savoie (1977-1986 et 1995-2004)
- Député de la Savoie (1988 à 1993)
- Vice-Président de la Caisse Régionale du Crédit Agricole des Savoie (pendant 25 ans)

## Décorations
- Promu au grade d'officier au décret du 6 avril 2012 ; Chevalier (9 février 1988)